# هالوژن‌دار کردن

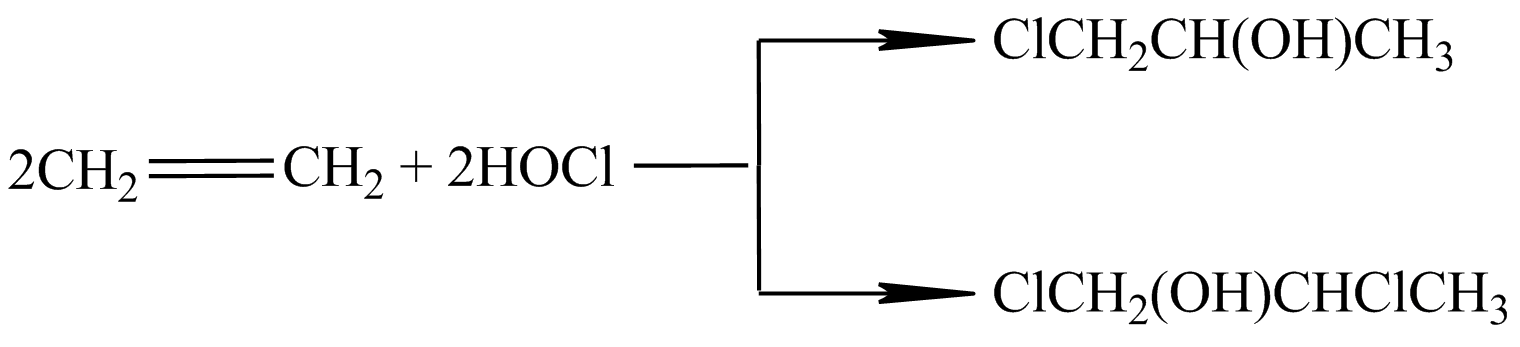
هالوژن‌دار کردن

هالوژن‌دار کردن (انگلیسی: Halogenation) دسته ای از واکنش های شیمیایی هستند که در آن یک یا چند اتم هالوژن به یک ساختار شیمیایی متصل می شوند. هالوژن‌دار کردن رادیکالی نمونه ای از این دسته واکنش ها است.